# Prava LGBT osoba u Njemačkoj
Prava LGBT osoba u Njemačkoj drastično su poboljšana tijekom posljednjih desetljeća. Društvo je tijekom 20-ih godina 20. stoljeća toleriralo LGBT osobe u Berlinu. Iako je homoseksualna spolna aktivnost između muškaraca bila ilegalna još tijekom Njemačkog Carstva kada je 1871. godine uveden takozvani Članak 175., nacistička Njemačka je tijekom Drugog svjetskog rata proširila te zakone što je dovelo do progona mnoštva homoseksualnog stanovništva. Ta proširenja zakona ukinuta su 1950. godine, a homoseksualna spolna aktivnost dekriminalizirana je 1968. i 1969. godine u Istočnoj i Zapadnoj Njemačkoj. Dob pristanka na spolne aktivnosti izjednačena je 1994. godine u ujedinjenoj Njemačkoj.
Registrirano partnerstvo osoba istog spola, kojim se stječe većina prava koje imaju dvije osobe različitog spola u braku, zakonski je dostupno od 2001. godine. Bundestag je 30. lipnja 2017. godine usvojio zakon kojim će istospolni parovi dobiti puna bračna prava (mogućnost stupanja u istospolni brak) i prava na posvajanje djece. Zakon će stupiti na snagu tri mjeseca nakon proglašenja zakona koje se očekuje ubrzo nakon što zakon odobri njemački Bundesrat bez veta - očekuje se da će većina zastupnika u Bundesratu odobriti zakon. Posvajanje pastoraka dostupno je istospolnim parovima od 2005. godine, a 2013. godine omogućeno je da osoba posvoji dijete koje je njihov partner već usvojio. Zaštite od diskriminacije variraju po regijama, ali diskriminacija u zaposlenju i uslugama tercijarnog sektora zabranjena je na nacionalnoj razini. Transrodne osobe mogu promijeniti svoj pravni rod od 1980. godine. Zakon je u početku zahtijevao da osoba operacijskim zahvatom promijeni spolne organe kako bi promijenili rod na identifikacijskim dokumentima, što je naknadno proglašeno neustavnim.

## Povijest zakona o istospolnim seksualnim aktivnostima
Homoseksualnost je u Svetom Rimskom Carstvu bila kažnjiva smrću od 1532. godine do njegovog raspada, a u Pruskoj od 1620. do 1794. Pod utjecajem Napoleonovog zakonika ona je dekriminalizirana u većem dijelu Njemačke izvan Pruske. Ostala je nekažnjiva sve do 1871. godine kada je osnivanjem Njemačkog Carstva i uvođenjem Članka 175. u novom kaznenom zakonu ponovo kriminalizirana. Zakon je proširen tijekom nacističke vladavine, a osude su povećane na njih 8.000 godišnje. Kazne su bile stroge što je rezultiralo slanjem 5.000 - 15.000 osumnjičenih u koncentracijske logore, gdje ih je većina umrla. Od početka Drugog svjetskog rata osuđeno je oko 50.000 muškaraca zbog homoseksualnosti. U lipnju 2017. godine, njemački parlament odbacio je sve osude homoseksualnih osoba i odobrio isplaćivanje odšteta osuđenima koji su još živi.
Nacističke promjene zakona ukinute su 1950. godine u Istočnoj Njemačkoj, ali muške homoseksualne veze ostale su zabranjene sve do 1968. Zapadna Njemačka zadržala je represivniju inačicu zakona zbog čega je legalizirala mušku homoseksualnost godinu dana nakon Istočne Njemače, 1969. godine. Dob pristanka na seksualne aktivnosti za homoseksualne osobe izjednačena je s onom za heteroseksualne osobe sudskom odlukom 1987. godine u Istočnoj Njemačkoj, te 1989. godine u Zapadnoj Njemačkoj.

### Napredak u Istočnoj Njemačkoj (1949. – 1990.)
Istočna Njemačka naslijedila je Članak 175. Komunistički aktivist za prava homoseksualaca Rudolf Klimmer zalagao se, po uzoru na Magnusa Hirschfelda i njegov Znanstveno-humanitarni odbor, za ukidanje tog zakona, iako s neuspješnim ishodom. Njegov rad spriječio je daljnje osude homoseksualnih osoba nakon 1957. godine. Zakon je ipak zamijenjen blažom inačicom iz 1925. godine.
U petogodišnjem razdoblju nakon istočnonjemačkih ustanaka 1953. godine, vlada Istočne Njemačke uvodila je program tzv. "moralnih reformi" koje su veličale maskulinitet i tradicionalno poimanje obitelji, dok je homoseksualnost i dalje bila kažnjiva prema Članku 175. Članak 175. prestao je biti provođen 1957. godine, iako nije službeno ukinut sve do 1968.
Istočnonjemački Ustavni sud potvrdio je 11. kolovoza 1987. godine da "homoseksualnost, isto kao i heteroseksualnost, predstavlja vrstu seksualnog ponašanja. Homoseksualne osobe stoga nisu neprihvatljivi u socijalističkom društvu, a građanska prava zajamčena su im jednako kao i svim drugim građanima."
Na dan rušenja Berlinskog zida 1989. godine prikazan je njemački film "Coming Out", redatelja Heinera Carowa. Film govori o muškarcu iz Istočne Njemačke na putu prihvaćanja svoje homoseksualnosti.
Jednim od najpoznatijih istočnonjemačkih aktivista za prava homoseksualnih osoba smatra se Jürgen Lemke. Lemke se zalaže za tvrdnju da je homoseksualna zajednica u Istočnoj Njemačkoj bila ujedinjenija nego ona u Zapadnoj.

### Zapadna Njemačka (1949. – 1990.)
Zapadna Njemačka je također naslijedila Članak 175. koji nije bio ukinut sve dok 1969. godine. Za razliku od Istočne Njemačke, utjecaj Crkve u Zapadnoj Njemačkoj bio je vrlo snažan. Fundamentalistički protestanti i Katolička Crkva čvrsto su se protivili zakonima povezanim s pravima LGBT osoba. Kao rezultat ovih snažnih konzervativnih utjecaja, Kršćansko-demokratska unija je, kao dominantna politička stranka u poslijeratnoj Njemačkoj, ignorirala većinu problema s kojima su se susretale homoseksualne osobe. Iako im je čest koalicijski partner bio liberalnija Slobodna demokratska stranka, ona nije, kao manja stranka, imala veliki utjecaj na društvenu politiku veće Kršćansko-demokratske unije.
Tijekom hladnog rata, podršku pravima homoseksualnih osoba pružale su Slobodna demokratska stranka i Socijaldemokratska stranka, te kasnije i Zelena stranka. Do napretka u pravima homoseksualnih osoba na nacionalnoj razini nije došlo sve do kraja hladnog rata i izbornog uspjeha Socijaldemokratske stranke.
Prvi homoseksualni poljubac na njemačkoj televiziji prikazan je 1986. godine u popularnoj seriji Lindenstraße, što je potaknulo i mnoge druge televizijske serije da učine isto. Ovome je pogodilo i otvaranje novih privatnih televizijskih postaja.

## Priznanje istospolnih veza
U Njemačkoj istospolne zajednice zakonski su priznate. Registrirana životna partnerstva dostupna su od 2001. godine, a istospolnim parovima daju prava i obaveze u područjima kao što su nasljeđivanje, zdravstveno osiguranje, migracije, bolničke i zatvorske posjete, alimentacija, itd.
Socijaldemokratska stranka Njemačke i Zeleni predložili su ozakonjenje istospolnog braka 2004. godine. Od lipnja 2013. godine, osobe u registriranim partnerstvima uživaju iste porezne olakšice kao osobe u braku. Ustavni sud je u više navrata presudio u korist istospolnih parova u slučajevima povezanim s različitim poreznim zakonima, što je rezultiralo mnogim manjim promjenama zakona o registriranim partnerstvima.
Europski sud je presudio da je onemogućavanje osobi da nakon smrti svog istospolnog partnera prima obiteljsku mirovinu izravna diskriminacija ako je partnerstvo bilo usporedivo s brakom.
Iako je većina stranaka u Bundestagu podržavala istospolni brak, njegovo ozakonjenje je u više navrata blokirao savez stranaka CDU/CSU, koji dominira Bundestagom i vladinim koalicijama od 2005. godine. Dana 30. lipnja 2017. godine, SPD, Die Linke i Zeleni, te nekolicina članova CDU/CSU-a, formirali su većinu u Bundestagu kako bi novi zakon koji omogućuje stupanje u istospolni brak bio odobren. Od ukupno 623 glasova, 393 glasova je bilo "za", njih 226 je bilo "protiv", a 4 su bila suzdržana. Zakon je stupio na snagu 1. listopada 2017. godine, tri mjeseca nakon njegovog proglašenja. Kancelarka Angela Merkel u posljednji je trenutak omogućila članovima svoje stranke da glasaju po vlastitoj savjesti umjesto prema strankinim načelima, čime je 75 konzervativnih zastupnika glasalo za ozakonjenje istospolnog braka.
Prvi istospolni brakovi proslavljeni su 1. listopada 2017. godine. Prvi par koji je stupio u istospolni brak u Njemačkoj su Karl Kreile i Bodo Mende iz Berlina.

## Sažetak prava
| Istospolna seksualna aktivnost legalna                                             | (od 1969. na nacionalnoj razini)                              |
| Izjednačena dob pristanka                                                          | (od 1994.)                                                    |
| Zakoni o suzbijanju diskriminacije                                                 | U redu                                                        |
| Istospolni brak                                                                    | (od 2017.)                                                    |
| Priznanje istospolnih veza                                                         | (od 2001.)                                                    |
| Posvajanje u slučaju smrti životnog partnera                                       | U redu                                                        |
| Zajedničko posvajanje                                                              | (od 2017.)                                                    |
| Dopušteno služenje u vojnim tijelima                                               | (od 2000.)                                                    |
| Dopušteno mijenjanje pravnog spola                                                 | (od 1980.)                                                    |
| Komercijalno surogatno majčinstvo dostupno muškim parovima                         | (zabranjeno za sve parove, bez obzira na spolnu orijentaciju) |
| IVF dostupan lezbijskim parovima                                                   | U redu                                                        |
| Osobama koje prakticiraju istospolne seksualne aktivnosti dopušteno doniranje krvi | (muškarcima)                                                  |